# Gårdskulla museum

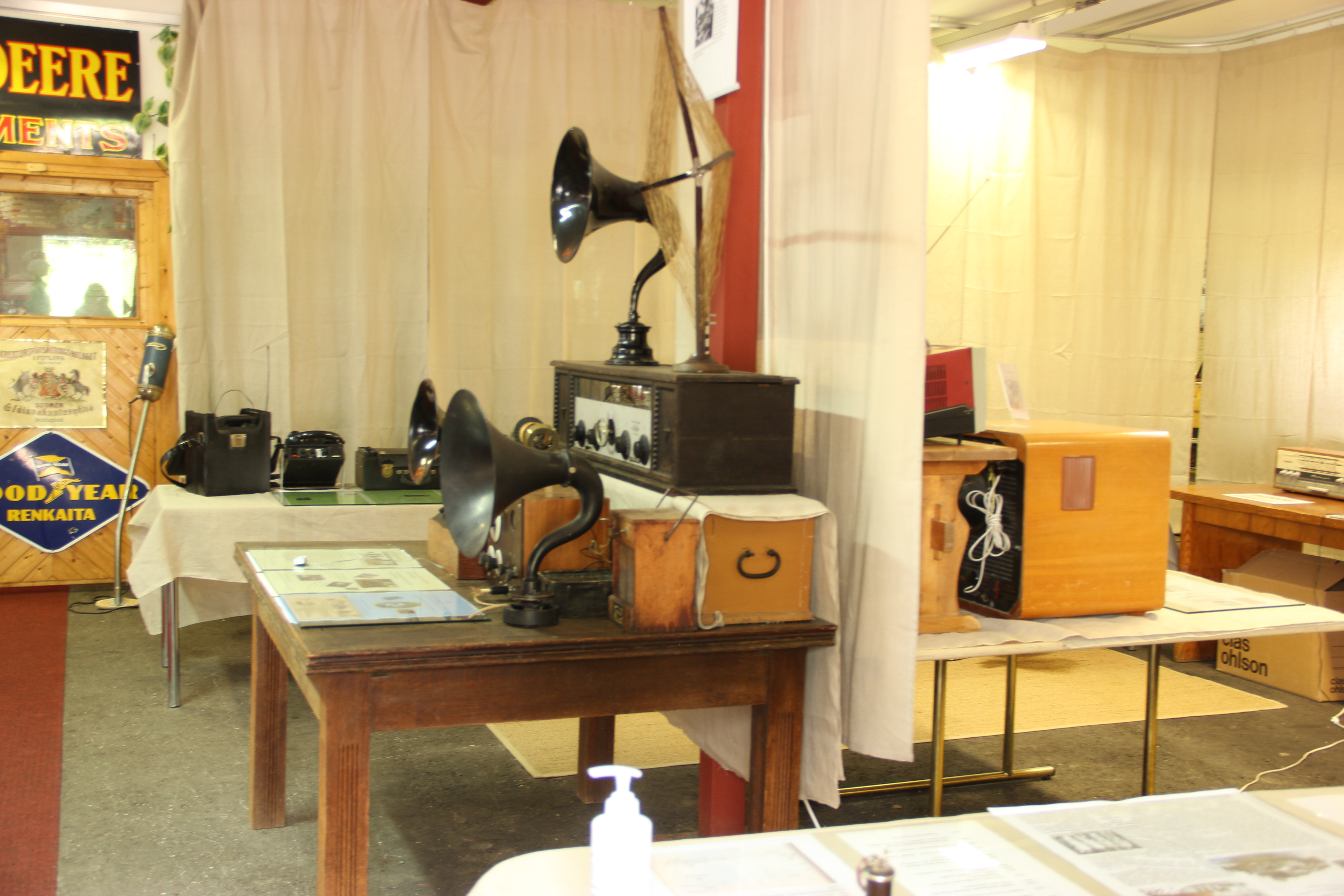
Gårdskulla museum i Sjundeå, Finland.

Gårdskulla museum är ett lantbruksmuseum i Sjundeå, Finland. Den grundades av Carl-Erik Rehnberg år 1982. Han köpte den första gamla traktorn till gården 1977, och så började museet att bildas. Nu har museet cirka 15 000 artiklar tillsammans.

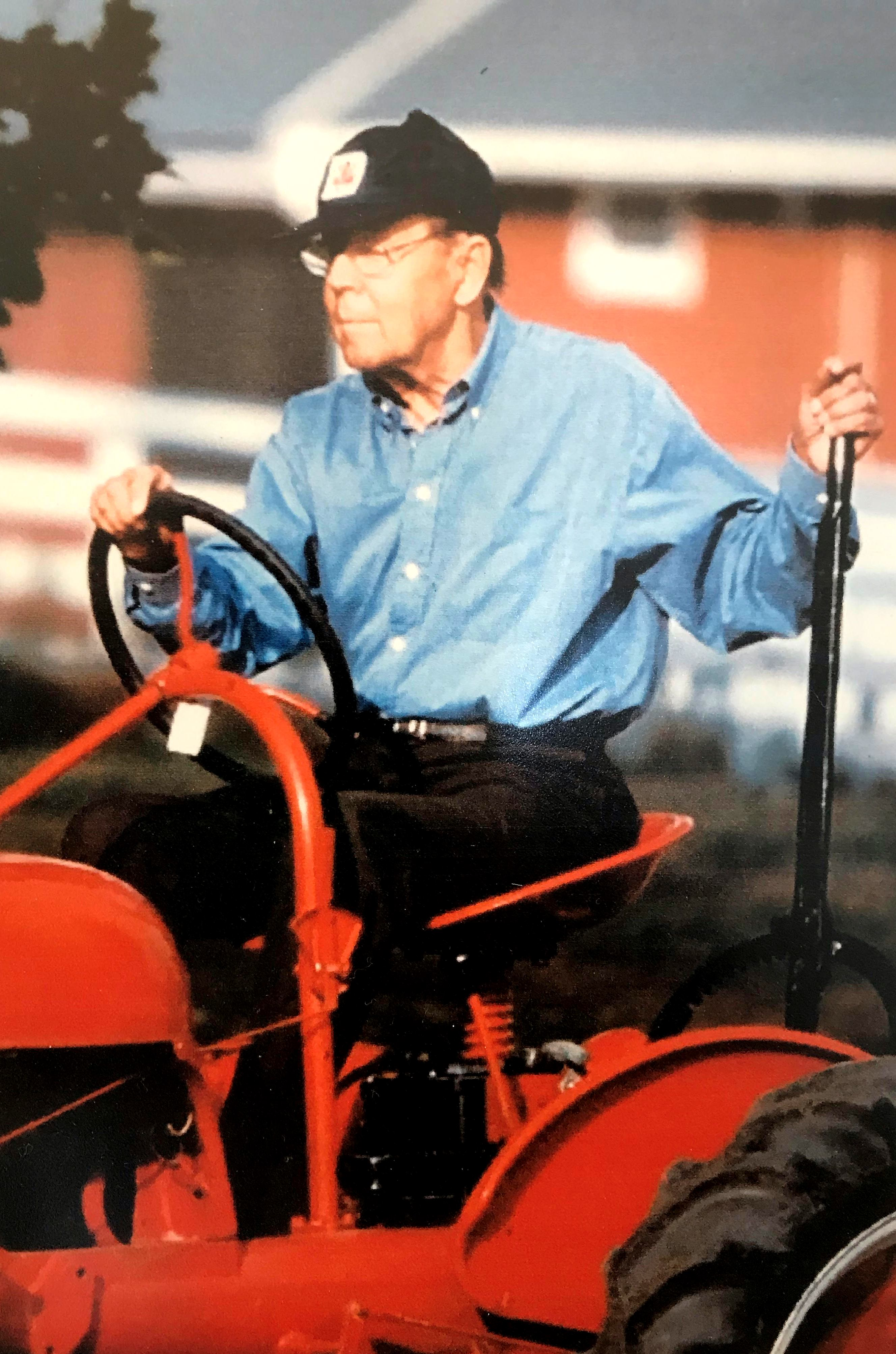
Grundare av Gårdskulla lantbruksmuseum Carl-Erik Rehnberg.

För museet ansvarar Gårdskulla Gårds ägare, bröderna Gustav och Henrik Rehnberg.